# زاك ويست
زاك ويست (بالإنجليزية: Zach West)‏ هو لاعب كرة قدم أمريكية أمريكي، ولد في 27 أبريل 1984 في Citra, Florida ‏ في الولايات المتحدة.